# David Moyes
David Moyes, född 25 april 1963 i Glasgow, är en skotsk fotbollstränare och före detta spelare. Han är sedan 2025 huvudtränare i Everton.
Han har tidigare varit tränare för Preston North End, Manchester United, Real Sociedad, Sunderland och West Ham United.

## Spelarkarriär
Under 1980- och 90-talen spelade Moyes i Celtic, Cambridge United, Bristol City, Shrewsbury Town, Dunfermline Athletic, Hamilton Academical och Preston North End där han avslutade karriären 1996.

## Tränarkarriär

### Everton
Moyes tog över tränarrollen i Everton efter Walter Smith den 14 mars 2002.

### Manchester United
Den 9 maj 2013 blev det officiellt att Moyes skulle ta över rollen som tränare för Manchester United efter att Sir Alex offentliggjort sin pensionering. Den 22 april 2014 annonserade Timothy Busby att David Moyes fått sparken av ägarna Glazer. David Moyes sägs vara förbannad över att ha fått sparken och säg dessutom vara äcklad över klubbens beteende. Moyes fick sparken från Manchester United efter att ha förlorat mot Everton FC med 2-0 som innebar att man missade europaspel. Han ersattes i de resterande fyra matcherna av klubblegendaren Ryan Giggs som sedan blev assisterande tränare under Louis Van Gaal näst kommande år.

### Real Sociedad
Den 10 november 2014 tog Moyes över tränarrollen efter att Jagoba Arrasate fått sparken. Kontraktet sträcker sig fram till och med juni 2016 men han fick avsluta kontraktet den 9 november 2015 på grund av dåligt resultat under inledningen av säsongen.